# Agave datylio
Agave datylio là một loài thực vật có hoa trong họ Măng tây. Loài này được F.A.C.Weber mô tả khoa học đầu tiên năm 1902.